# Stichopogon caffer
Stichopogon caffer là một loài ruồi trong họ Asilidae. Stichopogon caffer được Hermann miêu tả năm 1907.